# マニュエル・ゲッチング
マニュエル・ゲッチング（Manuel Göttsching、1952年9月9日 - 2022年12月4日）は、ベルリン出身のミュージシャン。

## 略歴
10代後半から活動を始めアシュ・ラ・テンペルのリーダー、ソロ・アーティストとして数々の作品や演奏を発表してきた。クラウトロックの歩みにおいて、また広義のイージーリスニングやアンビエント、ニューエイジにおいて重要なギタリストである。1975年に電子音楽にミニマル・ミュージックの技法を導入してアジテーション・フリーのミヒャエル・ヘーニッヒと共に録音されたものの19年間未発売となった『Early Water』や、1984年にマニュエル名義で発表された『E2-E4』などがある。『E2-E4』はリリースされた当時は酷評されたものの、テクノ・ハウスの始祖として1980年代後半に　DJ達によって再評価を受け、多くのアーティストから尊敬されている。彼のスタイルとテクニックは、1990年代のアンビエント・ミュージックや、ニューエイジ・ミュージック・シーンで数多のアーティストに影響を与えた『E2-E4』は、テクノ・ミュージックの発展にも寄与した。
2000年4月、ジュリアン・コープ主催、ロンドン、ロイヤル・フェスティバル・ホールでのフェスに招聘され、クラウス・シュルツェとアシュ・ラ・テンペルを再結成した。
2005年　Die Muldeのリリース。
2006年   野外フェスティバルPRISMでのライブ、『E2-E4』の２５周年記念盤のリリース。

### 来日
2008年『E2-E4』初演。METAMORPHOSE参加
2010年『インヴェンションズ・フォー・エレクトリック・ギター』初演。METAMORPHOSE参加。スティーヴ・ヒレッジ、エリオット・シャープ、Carsick Carsのチャン・ショウワンと。
2012年　8月11日 『E2-E4』幕張メッセ　DOMMNUNE主催『FREEDOMMUNE 0〈ZERO〉 A NEW ZERO』参加　

## ディスコグラフィ

### ソロ・アルバム
- 『インヴェンションズ・フォー・エレクトリック・ギター』 - Inventions for Electric Guitar (1975年)
- 『E2-E4』 - E2-E4 (1984年) ※1981年録音
- 『ドリーム & ディザイア』 - Dream & Desire (1991年) ※1977年録音
- 『ザ・プライヴェート・テープス Vol.1』 - The Private Tapes Vol. 1 (opgenomen 1970-1979) (1996年) ※デモ音源。マニュエル・ゲッチング、アシュ・ラ・テンペル、アシュラ連名(以下同)
- 『ザ・プライヴェート・テープス Vol.2』 - The Private Tapes Vol. 2 (opgenomen 1970-1979) (1996年)
- 『ザ・プライヴェート・テープス Vol.3』 - The Private Tapes Vol. 3 (opgenomen 1971-1975) (1996年)
- 『ザ・プライヴェート・テープス Vol.4』 - The Private Tapes Vol. 4 (opgenomen 1973-1979) (1996年)
- 『ザ・プライヴェート・テープス Vol.5』 - The Private Tapes Vol. 5 (opgenomen 1973-1989) (1996年)
- 『ザ・プライヴェート・テープス Vol.6』 - The Private Tapes Vol. 6 (opgenomen 1971-1979) (1996年)
- 『ベスト・オブ・ザ・プライヴェート・テープス』 - The Best of the Private Tapes (1998年)
- 『ディー・ムルデ 』 - Die Mulde (2005年)
- 『コンサート・フォー・ムルナウ』 - Concert for Murnau (2005年)
- E2-E4 Live (2005年) ※EP
- 『ライブ・アット・マウント・フジ』 - Live At Mt.fuji (2007年)
- 『E2-E4 LIVE IN JAPAN』 - E2-E4 Live in Japan (2009年) ※CD+DVD

### ヘーニヒ・ゲッチング
- Early Water (1995年) ※1976年録音